# Devin Townsend
Devin Garrett Townsend (Vancouver, 5 mei 1972) is een Canadese zanger/gitarist.
Zijn muziek omvat verschillende stijlen, en gaat van snelle thrashmetal tot progressive metal en melodische rock, met invloeden uit jazz, blues, progressieve rock, industrial en symfonische rock.

## Biografie
Devin Townsend was als 19-jarige te horen op het album Sex and Religion van Steve Vai. Daarna startte hij zijn eigen band, Strapping Young Lad (SYL), een agressieve, snelle metal-band.
Het geluid bevindt zich ergens tussen death-, thrash- en industrial metal. De teksten gaan vaak over woede, vervreemding, haat en frustraties.
Om muziek te maken die niet in de stijl van Strapping Young Lad paste, bracht Devin Townsend een reeks eigenzinnige solo-albums uit, waarvoor hij alle muziek zelf schreef en de productie (volledig of gedeeltelijk) op zich nam.
Na de opnames van het album Infinity bleek Devin Townsend manisch-depressief te zijn en ging hij hiervoor in therapie. Infinity werd daarom een zeer persoonlijk, experimenteel album, volledig door Devin geschreven, gespeeld (op de drums na) en geproduceerd.
De muziek van Devin Townsend reflecteert zijn persoonlijkheid: Strapping Young Lad is agressief, snel en hard, terwijl de solo-albums rustiger en sfeervoller zijn.
Na Infinity volgden Physicist (dat werd opgenomen met de line-up van Strapping Young Lad, maar niet hard genoeg bevonden werd voor de groep), en het atmosferische Terria (2001). Daarna kregen Devins solo-projecten een vaste line-up onder de naam The Devin Townsend Band.
Vanaf Physicist werd alle muziek op het eigen Hevy Devy-label uitgebracht, dat hij samen met zijn vrouw Tracey beheert.

## Muziek
Kenmerkend voor Devin Townsends muziek is het volle geluid, dat hij bereikt door verschillende geluidslagen over elkaar te leggen. Zo versmelt hij soms verschillende opnames van hetzelfde instrument (bv. gitaar), om precies de klank te krijgen die hij in zijn hoofd heeft.
Hij neemt ook zijn eigen stem meermaals in achtergrondzang op, als een soort Choir of Devys, dat constant door de muziek spookt.

## Albums

### VAI
- 1993 Sex and Religion

### Strapping Young Lad
- 1995 Heavy as a Really Heavy Thing
- 1997 City
- 1998 No Sleep 'Til Bedtime (Live in Melbourne)
- 2003 Strapping Young Lad
- 2005 Alien
- 2006 The New Black

### Devin Townsend
- 1995 Punky Brüster - Cooked on Phonics
- 1997 Ocean Machine: Biomech[1]
- 1998 Infinity
- 2000 Physicist
- 2001 Terria
- 2006 The Hummer
- 2007 Ziltoid The Omniscient
- 2019 Empath
- 2021 The Puzzle
- 2021 Snuggles
- 2022 Lightwork

### The Devin Townsend Band
- 2003 Accelerated Evolution
- 2006 Synchestra

### Devin Townsend Project
- 2009 Ki
- 2009 Addicted
- 2010 Unplugged
- 2011 Deconstruction
- 2011 Ghost
- 2011 Contain us (Gelimiteerde boxset met Ki, Addicted, Deconstruction, Ghost en bonusmateriaal)
- 2012 Epicloud
- 2014 Z2
- 2016 Transcendence

### Casualties of Cool
- 2014 Casualties of Cool

## Hitlijsten

### Albums
| Album met hitnotering(en) in de Vlaamse Ultratop 200 albums | Datum van verschijnen | Datum van binnenkomst | Hoogste positie | Aantal weken | Opmerkingen                |
| ----------------------------------------------------------- | --------------------- | --------------------- | --------------- | ------------ | -------------------------- |
| Epicloud                                                    | 2012                  | 06-10-2012            | 169             | 1*           | als Devin Townsend project |
| Transcendence                                               | 2016                  | 17-09-2016            | 52              | 4            | als Devin Townsend project |

| Album met eventuele hitnotering(en) in de Nederlandse Album Top 100 | Datum van verschijnen | Datum van binnenkomst | Hoogste positie | Aantal weken | Opmerkingen                |
| ------------------------------------------------------------------- | --------------------- | --------------------- | --------------- | ------------ | -------------------------- |
| Epicloud                                                            | 2012                  | 29-02-2012            | 88              | 1            | als Devin Townsend project |
| Z2                                                                  | 2014                  | 01-11-2014            | 43              | 1            | als Devin Townsend project |
| Transcendence                                                       | 2016                  | 17-09-2016            | 64              | 1            | als Devin Townsend project |

### Dvd's
| Dvd's met hitnoteringen in de Nederlandse Music Top 30 | Datum van verschijnen | Datum van binnenkomst | Hoogste positie | Aantal weken | Opmerkingen                |
| ------------------------------------------------------ | --------------------- | --------------------- | --------------- | ------------ | -------------------------- |
| By a thread - Live in London 2011                      | 2012                  | 23-06-2012            | 21              | 2            | als Devin Townsend Project |
| The retinal circus                                     | 2013                  | 05-10-2013            | 14              | 2            |                            |
| Presents: Ziltoid - Live at The Royal Albert Hall      | 2015                  | 21-11-2015            | 25              | 1            |                            |